# Return to Horror High
Return to Horror High ist eine US-amerikanische Horrorkomödie aus dem Jahre 1987. Der damals 26-jährige George Clooney ist hier in seiner ersten Nebenrolle als Polizist zu sehen. In Deutschland war bis 2013 nur eine gekürzte Fassung verfügbar, da der Film auf dem Index der Bundeszentrale für Kinder- und Jugendmedienschutz stand.

## Handlung
Ein verrückter Killer terrorisiert die Crippen High School. Nachdem der Mörder nicht gefasst werden kann, muss die Schule geschlossen werden. Jahre später entschließt sich ein Filmteam um Regisseur Arthur Lyman Kastleman will die Geschichte der grausigen Mordserie zu verfilmen. Doch nach und nach verschwinden während der Dreharbeiten einige Schauspieler und Crewmitglieder spurlos. Die Polizei ist nicht nur ratlos, sondern teilweise auch schon bald dem unbekannten Killer zum Opfer gefallen. Als sich zwei der Darsteller bemühen, der Sache auf den Grund zu gehen, kommt der Verdacht auf, dass der messerschwingende Psychopath von damals wieder zurück ist.